# Västre-Rörmyrtjärnen
Västre-Rörmyrtjärnen är en sjö i Norsjö kommun i Västerbotten och ingår i Skellefteälvens huvudavrinningsområde.